# Sveti Ivan Dobrinjski
Sveti Ivan Dobrinjski – wieś w Chorwacji, w żupanii primorsko-gorskiej, w gminie Dobrinj. W 2011 roku liczyła 47 mieszkańców.